# Elecciones generales de Dinamarca de 1932

Mapa Elecciones del Folketing.

Las elecciones generales de Dinamarca fueron realizadas el 16 de noviembre de 1932, excepto en las Islas Feroe, las cuales se realizaron el 12 de diciembre. Los Socialdemócratas se posicionaron como el partido más grande del Folketing, con 62 de los 149 escaños ocupados. La participación electoral fue de un 81.5% en la Dinamarca continental y un 59.2% en las Islas Feroe.

## Resultados

### Dinamarca
| Partido                           | Votos     | %    | Escaños | +/–   |
| --------------------------------- | --------- | ---- | ------- | ----- |
| Socialdemócratas                  | 660.839   | 42.7 | 62      | +1    |
| Venstre                           | 381.862   | 24.7 | 38      | –5    |
| Partido Popular Conservador       | 289.531   | 18.7 | 27      | +3    |
| Partido Social Liberal            | 145.221   | 9.4  | 14      | –2    |
| Partido Justicia                  | 41.238    | 2.7  | 4       | +1    |
| Partido Comunista                 | 17.179    | 1.1  | 2       | +2    |
| Partido Schleswig                 | 9.868     | 0.6  | 1       | 0     |
| Partido Nacionalsocialista Obrero | 757       | 0.1  | 0       | Nuevo |
| Independientes                    | 587       | 0.0  | 0       | Nuevo |
| Votos en blanco/nulos             | 4.039     | –    | –       | –     |
| Total                             | 1.551.121 | 100  | 148     | 0     |
| Fuente: Nohlen & Stöver           |           |      |         |       |

### Islas Feroe
| Partido                   | Votos | %    | Escaños | +/–   |
| ------------------------- | ----- | ---- | ------- | ----- |
| Venstre-Partido Unionista | 3.532 | 51.4 | 1       | 0     |
| Independientes            | 2.649 | 38.6 | 0       | Nuevo |
| Partido de la Igualdad    | 677   | 9.9  | 0       | 0     |
| Votos en blanco/nulos     | 17    | –    | –       | –     |
| Total                     | 6.875 | 100  | 1       | 0     |
| Fuente: Nohlen & Stöver   |       |      |         |       |